# Vizzini
Vizzini ist eine Stadt der Metropolitanstadt Catania in der Region Sizilien in Italien mit 5674 Einwohnern (Stand 31. Dezember 2023).

## Lage und Daten
Vizzini liegt 65 km südwestlich von Catania am Südwesthang des Monte Lauro. Die Einwohner arbeiten hauptsächlich in der Landwirtschaft (Getreide, Kaktusfeigen, Gemüse und Sumach). 
Die Nachbargemeinden sind: Buccheri (SR), Francofonte (SR), Giarratana (RG), Licodia Eubea, Militello in Val di Catania (RG) und Mineo.

## Geschichte
Das Gebiet der Gemeinde war schon in der späten Bronzezeit besiedelt. In römischer Zeit befand sich hier der Ort Bidis. Die heutige Gemeinde ist im Mittelalter um ein Schloss herum gebaut worden. Das Schloss existiert heute nicht mehr.
Vizzini war 1981 neben der Mailänder Scala der primäre Handlungsort der Verfilmung von Cavalleria Rusticana (1981) mit Placido Domingo unter Regie von Franco Zeffirelli.

## Sehenswürdigkeiten
- Palazzo di Citta aus dem 19. Jahrhundert
- Palazzo der Verga aus dem 18. Jahrhundert
- Pfarrkirche aus dem 15. Jahrhundert, im Inneren schöne Stuckarbeiten
- Kirche Giovanni Battista aus dem 18. Jahrhundert
- Kirche die Minori Osservanti mit einer Statue aus dem 16. Jahrhundert

## Städtepartnerschaften
- Aci Catena, Italien
- Cerignola, Italien
- Livorno, Italien

## Verkehr
Der abseits gelegene, momentan (2018) nicht bediente Bahnhof Vizzini-Licodia liegt an der Bahnstrecke Lentini Diramazione–Caltagirone–Gela. Die schmalspurige Bahnstrecke Giarratana–Vizzini wurde von 1923 bis 1949 betrieben.